# یواس‌اس لوسید (ای‌ام-۲۵۹)
یواس‌اس لوسید (ای‌ام-۲۵۹) (به انگلیسی: USS Lucid (AM-259)) یک کشتی بود که طول آن ۱۸۴ فوت ۶ اینچ (۵۶٫۲۴ متر) بود. این کشتی در سال ۱۹۴۳ ساخته شد.